# اس‌ام یوبی-۶۹
اس‌ام یوبی-۶۹ (به انگلیسی: SM UB-69) یک زیردریایی است که طول آن ۵۵٫۸۳ متر (۱۸۳٫۲ فوت) می‌باشد. این زیردریایی در سال ۱۹۱۷ ساخته شد.